# Tigery
Tigery – miejscowość i gmina we Francji, w regionie Île-de-France, w departamencie Essonne.
Według danych na rok 1990 gminę zamieszkiwało 1140 osób, a gęstość zaludnienia wynosiła 132 osób/km² (wśród 1287 gmin regionu Île-de-France Tigery plasuje się na 600. miejscu pod względem liczby ludności, natomiast pod względem powierzchni na miejscu 446.).